# Bartosz Szeliga
Bartosz Szeliga (ur. 10 stycznia 1993 w Nowym Sączu) – polski piłkarz grający na pozycji obrońcy w polskim klubie Stal Mielec.

## Życiorys
Jego brat Michał też jest piłkarzem, zawodnik Lubań Maniowy.

### Kariera klubowa
W latach 2010–2013 był zawodnikiem polskiego klubu Sandecja Nowy Sącz, skąd 21 stycznia 2013 został wypożyczony do Piasta Gliwice. 1 stycznia 2014 podpisał kontrakt z gliwicką drużyną Piast Gliwice, kwota odstępnego 75 tys. euro. 24 sierpnia 2017 przeniósł się do Bruk-Bet Termalica Nieciecza, bez odstępnego.
26 lipca 2019 podpisał kontrakt z polskim klubem GKS Tychy, umowa do 30 czerwca 2021; bez odstępnego. 29 czerwca 2021 został zawodnikiem ŁKS-u Łódź, umowa do 30 czerwca 2023.

### Kariera reprezentacyjna
W 2013 reprezentant Polski w kategorii U-20. W reprezentacji Polski U-20 zadebiutował 6 września 2013 na stadionie Geberit-Arena (Pfullendorf, Niemcy) w przegranym 0:2 meczu towarzyskim przeciwko reprezentacji Niemiec.

## Statystyki

### Klubowe
Stan na 29 czerwca 2021
| Klub                         | Sezon              | Liga               | Liga  | Liga   | Puchar kraju | Puchar kraju | Inne  | Inne   | Suma  | Suma   |
| Klub                         | Sezon              | Liga               | Mecze | Bramki | Mecze        | Bramki       | Mecze | Bramki | Mecze | Bramki |
| ---------------------------- | ------------------ | ------------------ | ----- | ------ | ------------ | ------------ | ----- | ------ | ----- | ------ |
| Sandecja Nowy Sącz           | 2010/2011          | I liga             | 7     | 0      | 0            | 0            | 0     | 0      | 7     | 0      |
| Sandecja Nowy Sącz           | 2011/2012          | I liga             | 14    | 2      | 1            | 0            | 0     | 0      | 15    | 2      |
| Sandecja Nowy Sącz           | 2012/2013          | I liga             | 15    | 3      | 1            | 0            | 0     | 0      | 16    | 3      |
| Ogólnie                      | Ogólnie            | Ogólnie            | 36    | 5      | 2            | 0            | 0     | 0      | 38    | 5      |
| Piast Gliwice                | 2012/2013          | Ekstraklasa        | 2     | 0      | 0            | 0            | 0     | 0      | 2     | 0      |
| Ogólnie                      | Ogólnie            | Ogólnie            | 2     | 0      | 0            | 0            | 0     | 0      | 2     | 0      |
| Piast II Gliwice             | 2013/2014          | III liga           | 8     | 2      | -            | -            | -     | -      | 8     | 2      |
| Piast II Gliwice             | 2014/2015          | III liga           | 4     | 1      | -            | -            | -     | -      | 4     | 1      |
| Ogólnie                      | Ogólnie            | Ogólnie            | 12    | 3      | 0            | 0            | 0     | 0      | 12    | 3      |
| Piast Gliwice                | 2013/2014          | Ekstraklasa        | 14    | 1      | 0            | 0            | 0     | 0      | 14    | 1      |
| Piast Gliwice                | 2014/2015          | Ekstraklasa        | 31    | 5      | 4            | 0            | 0     | 0      | 35    | 5      |
| Piast Gliwice                | 2015/2016          | Ekstraklasa        | 25    | 3      | 0            | 0            | 0     | 0      | 25    | 3      |
| Piast Gliwice                | 2016/2017          | Ekstraklasa        | 26    | 2      | 1            | 0            | 2     | 0      | 29    | 2      |
| Ogólnie                      | Ogólnie            | Ogólnie            | 96    | 11     | 5            | 0            | 2     | 0      | 103   | 11     |
| Bruk-Bet Termalica Nieciecza | 2017/2018          | Ekstraklasa        | 20    | 1      | 1            | 1            | 0     | 0      | 21    | 2      |
| Bruk-Bet Termalica Nieciecza | 2018/2019          | I liga             | 15    | 0      | 3            | 0            | 0     | 0      | 18    | 0      |
| Ogólnie                      | Ogólnie            | Ogólnie            | 35    | 1      | 4            | 1            | 0     | 0      | 39    | 2      |
| GKS Tychy                    | 2019/2020          | I liga             | 19    | 1      | 2            | 0            | 0     | 0      | 21    | 1      |
| GKS Tychy                    | 2020/2021          | I liga             | 29    | 3      | 1            | 0            | 0     | 0      | 30    | 3      |
| Ogólnie                      | Ogólnie            | Ogólnie            | 48    | 4      | 3            | 0            | 0     | 0      | 51    | 4      |
| Ogólnie w karierze           | Ogólnie w karierze | Ogólnie w karierze | 229   | 24     | 14           | 1            | 2     | 0      | 245   | 25     |

### Reprezentacyjne
Stan na 11 lipca 2021
| Reprezentacja | Rok     | Mecze | Bramki |
| ------------- | ------- | ----- | ------ |
| Polska U-20   |         |       |        |
| 2013          | 2       | 0     |        |
| Ogólnie       | Ogólnie | 2     | 0      |

| Mecze i gole w reprezentacji | Mecze i gole w reprezentacji | Mecze i gole w reprezentacji | Mecze i gole w reprezentacji | Mecze i gole w reprezentacji | Mecze i gole w reprezentacji | Mecze i gole w reprezentacji | Mecze i gole w reprezentacji |
| Polska U-20                  | Polska U-20                  | Polska U-20                  | Polska U-20                  | Polska U-20                  | Polska U-20                  | Polska U-20                  | Polska U-20                  |
| Lp.                          | Data                         | Miasto                       | Przeciwnik                   | Gol                          | Wynik                        | Rozgrywki                    |                              |
| ---------------------------- | ---------------------------- | ---------------------------- | ---------------------------- | ---------------------------- | ---------------------------- | ---------------------------- | ---------------------------- |
| 1.                           | 6 września 2013              | Pfullendorf                  | Niemcy U-20                  |                              | 0:2                          | towarzyski                   |                              |
| 2.                           | 11 września 2013             | Szczecin                     | Włochy U-20                  |                              | 0:3                          | towarzyski                   |                              |

## Sukcesy

### Klubowe
Piast Gliwice
- Ćwierćfinalista w Pucharze Polski: 2014/2015
- Zdobywca drugiego miejsca w Ekstraklasie: 2015/2016

GKS Tychy
- Ćwierćfinalista w Pucharze Polski: 2019/2020